# Abesz Chatun

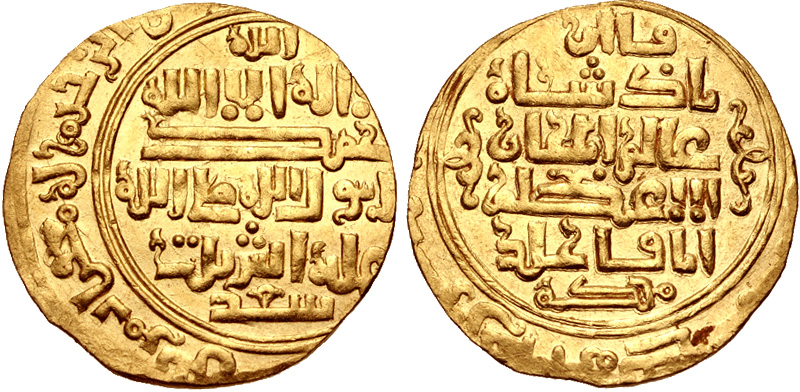
Moneta z czasów Abesz Chatun

Abesz Chatun (ur. ok. 1260, zm. 1286) – ostatnia władczyni perskiej dynastii Salghurydów, rządzącej w Farsie.
Była córką atabega Saʿda II. Została władcą Salghurydów już w grudniu roku 1264, jako następca swojego kuzyna Seldżukszaha-e Salghura, którego zabili Mongołowie. Około roku 1272 poślubiła Möngke Temüra (zm. kwiecień 1282), czwartego syna Hulagu-chana, który rządził w Farsie w jej imieniu. Jej imię było jednak nadal wymieniane w chutbie i widniało na monetach, miała także prawo do dworskiej kaplicy. Tym niemniej rzeczywiste rządy należały do mongolskiego gubernatora Sughundżaka-nojona i jego baskaków. Pod koniec roku 1284 w Farsie wybuchły zamieszki przeciwko władzy Ilchanidów, w których organizację Abesz Chatun najprawdopodobniej była zamieszana. W związku z tym została internowana przez wezyra Ilchanidów Bukę, który stłumił bunt, jednak tylko po to, by niedługo później samemu w oparciu o Fars powziąć próbę nieudanej rebelii. Abesz Chatun, uwięziona i skazana na śmierć, zginęła jednak przed nim, stracona 31 grudnia 1286 roku, w wieku zaledwie dwudziestu sześciu lat. Pochowano ją w Tebrizie.